# Olympische Winterspiele 2022/Freestyle-Skiing – Skicross (Frauen)
Das Skicross-Rennen der Frauen bei den Olympischen Winterspielen 2022 wurde am 17. Februar im Genting Skiresort ausgetragen.
Das Rennen wurde getrübt von der anfänglichen Disqualifikation von Fanny Smith wegen angeblicher absichtlicher Behinderung gegen Daniela Maier im großen Finale. Die Schweizerin wurde nach minutenlangem Videostudium der Jury vom Bronzerang 3 auf den 4. Rang zurückversetzt. Nach erfolgtem Protest wurde ihr am 26. Februar 2022 nachträglich der 3. Platz wieder zugesprochen. Der DSV focht diese Entscheidung an. Am 13. Dezember 2022 wurde bekannt, dass sowohl Maier als auch Smith die Bronzemedaille erhalten werden.

## Ergebnisse

### Platzierungsrunde
17. Februar, 11:30 Uhr (Ortszeit), 4:30 Uhr (MEZ)
| Rang | Athletin               | Nation      | Zeit (min) | Rückstand (s) |
| ---- | ---------------------- | ----------- | ---------- | ------------- |
| 1    | Sandra Näslund         | Schweden    | 1:15,21    |               |
| 2    | Fanny Smith            | Schweiz     | 1:17,06    | +1,85         |
| 3    | Daniela Maier          | Deutschland | 1:17,63    | +2,42         |
| 4    | Hannah Schmidt         | Kanada      | 1:18,07    | +2,86         |
| 5    | Marielle Thompson      | Kanada      | 1:18,16    | +2,95         |
| 6    | Lucrezia Fantelli      | Italien     | 1:18,17    | +2,96         |
| 7    | Brittany Phelan        | Kanada      | 1:18,17    | +2,96         |
| 8    | Courtney Hoffos        | Kanada      | 1:18,28    | +3,07         |
| 9    | Talina Gantenbein      | Schweiz     | 1:18,31    | +3,10         |
| 10   | Alexandra Edebo        | Schweden    | 1:18,49    | +3,28         |
| 11   | Sami Kennedy-Sim       | Australien  | 1:19,14    | +3,93         |
| 12   | Jole Galli             | Italien     | 1:19,20    | +3,99         |
| 13   | Saskja Lack            | Schweiz     | 1:19,21    | +4,00         |
| 14   | Jekaterina Malzewa     | ROC         | 1:19,45    | +4,24         |
| 15   | Natalja Scherina       | ROC         | 1:19,49    | +4,28         |
| 16   | Jade Grillet Aubert    | Frankreich  | 1:19,54    | +4,33         |
| 17   | Jekaterina Ponkratowa  | ROC         | 1:19,56    | +4,35         |
| 18   | Andrea Limbacher       | Österreich  | 1:19,69    | +4,48         |
| 19   | Katrin Ofner           | Österreich  | 1:19,95    | +4,74         |
| 20   | Johanna Holzmann       | Deutschland | 1:20,95    | +5,74         |
| 21   | Christina Födermayr    | Österreich  | 1:21,02    | +5,81         |
| 22   | Anastassija Tschirzowa | ROC         | 1:21,53    | +6,32         |
| 23   | Nikol Kučerová         | Tschechien  | 1:21,96    | +6,75         |
| 24   | Ran Hongyun            | China       | 1:25,85    | +10,64        |
| 25   | Pu Rui                 | China       | 1:30,01    | +14,80        |
| 26   | Alizée Baron           | Frankreich  | DNS        | DNS           |

### Achtelfinale
17. Februar, 14:00 Uhr (Ortszeit), 7:00 Uhr (MEZ)

#### Lauf 1
| Rang | Athletin              | Nation     | Anm. |
| ---- | --------------------- | ---------- | ---- |
| 1    | Sandra Näslund        | Schweden   | Q    |
| 2    | Jade Grillet Aubert   | Frankreich | Q    |
| 3    | Jekaterina Ponkratowa | ROC        |      |

#### Lauf 2
| Rang | Athletin          | Nation  | Anm. |
| ---- | ----------------- | ------- | ---- |
| 1    | Courtney Hoffos   | Kanada  | Q    |
| 2    | Talina Gantenbein | Schweiz | Q    |
| 3    | Ran Hongyun       | China   |      |
| 4    | Pu Rui            | China   |      |

#### Lauf 3
| Rang | Athletin            | Nation     | Anm. |
| ---- | ------------------- | ---------- | ---- |
| 1    | Marielle Thompson   | Kanada     | Q    |
| 2    | Jole Galli          | Italien    | Q    |
| 3    | Christina Födermayr | Österreich |      |

#### Lauf 4
| Rang | Athletin         | Nation      | Anm. |
| ---- | ---------------- | ----------- | ---- |
| 1    | Hannah Schmidt   | Kanada      | Q    |
| 2    | Johanna Holzmann | Deutschland | Q    |
| 3    | Saskja Lack      | Schweiz     |      |

#### Lauf 5
| Rang | Athletin           | Nation      | Anm. |
| ---- | ------------------ | ----------- | ---- |
| 1    | Daniela Maier      | Deutschland | Q    |
| 2    | Katrin Ofner       | Österreich  | Q    |
| 3    | Jekaterina Malzewa | ROC         |      |

#### Lauf 6
| Rang | Athletin               | Nation     | Anm. |
| ---- | ---------------------- | ---------- | ---- |
| 1    | Sami Kennedy-Sim       | Australien | Q    |
| 2    | Anastassija Tschirzowa | ROC        | Q    |
|      | Lucrezia Fantelli      | Italien    | DNF  |

#### Lauf 7
| Rang | Athletin        | Nation     | Anm. |
| ---- | --------------- | ---------- | ---- |
| 1    | Brittany Phelan | Kanada     | Q    |
| 2    | Alexandra Edebo | Schweden   | Q    |
| 3    | Nikol Kučerová  | Tschechien |      |
|      | Alizée Baron    | Frankreich | DNS  |

#### Lauf 8
| Rang | Athletin         | Nation     | Anm. |
| ---- | ---------------- | ---------- | ---- |
| 1    | Fanny Smith      | Schweiz    | Q    |
| 2    | Andrea Limbacher | Österreich | Q    |
| 3    | Natalja Scherina | ROC        |      |

### Viertelfinale
17. Februar, 14:35 Uhr (Ortszeit), 7:35 Uhr (MEZ)

#### Lauf 1
| Rang | Athletin            | Nation     | Anm. |
| ---- | ------------------- | ---------- | ---- |
| 1    | Sandra Näslund      | Schweden   | Q    |
| 2    | Courtney Hoffos     | Kanada     | Q    |
| 3    | Talina Gantenbein   | Schweiz    |      |
| 4    | Jade Grillet Aubert | Frankreich |      |

#### Lauf 2
| Rang | Athletin          | Nation      | Anm. |
| ---- | ----------------- | ----------- | ---- |
| 1    | Marielle Thompson | Kanada      | Q    |
| 2    | Hannah Schmidt    | Kanada      | Q    |
| 3    | Jole Galli        | Italien     |      |
| 4    | Johanna Holzmann  | Deutschland |      |

#### Lauf 3
| Rang | Athletin               | Nation      | Anm. |
| ---- | ---------------------- | ----------- | ---- |
| 1    | Sami Kennedy-Sim       | Australien  | Q    |
| 2    | Daniela Maier          | Deutschland | Q    |
| 3    | Katrin Ofner           | Österreich  |      |
| 4    | Anastassija Tschirzowa | ROC         |      |

#### Lauf 4
| Rang | Athletin         | Nation     | Anm. |
| ---- | ---------------- | ---------- | ---- |
| 1    | Fanny Smith      | Schweiz    | Q    |
| 2    | Brittany Phelan  | Kanada     | Q    |
| 3    | Andrea Limbacher | Österreich |      |
| 4    | Alexandra Edebo  | Schweden   |      |

### Halbfinale
17. Februar, 14:54 Uhr (Ortszeit), 7:54 Uhr (MEZ)

#### Lauf 1
| Rang | Athletin          | Nation   | Anm.                         |
| ---- | ----------------- | -------- | ---------------------------- |
| 1    | Sandra Näslund    | Schweden | Qualifikation Finale         |
| 2    | Marielle Thompson | Kanada   | Qualifikation Finale         |
| 3    | Hannah Schmidt    | Kanada   | Qualifikation Kleines Finale |
| 4    | Courtney Hoffos   | Kanada   | Qualifikation Kleines Finale |

#### Lauf 2
| Rang | Athletin         | Nation      | Anm.                         |
| ---- | ---------------- | ----------- | ---------------------------- |
| 1    | Daniela Maier    | Deutschland | Qualifikation Finale         |
| 2    | Fanny Smith      | Schweiz     | Qualifikation Finale         |
| 3    | Brittany Phelan  | Kanada      | Qualifikation Kleines Finale |
| 4    | Sami Kennedy-Sim | Australien  | Qualifikation Kleines Finale |

### Kleines Finale
17. Februar, 15:10 Uhr (Ortszeit), 8:10 Uhr (MEZ)
| Rang | Athletin         | Nation     | Anm. |
| ---- | ---------------- | ---------- | ---- |
| 5    | Brittany Phelan  | Kanada     |      |
| 6    | Courtney Hoffos  | Kanada     |      |
| 7    | Hannah Schmidt   | Kanada     |      |
| 8    | Sami Kennedy-Sim | Australien |      |

### Finale
17. Februar, im Anschluss an das kleine Finale
| Rang | Athletin          | Nation      | Anm.                |
| ---- | ----------------- | ----------- | ------------------- |
| 1    | Sandra Näslund    | Schweden    |                     |
| 2    | Marielle Thompson | Kanada      |                     |
| 3    | Fanny Smith       | Schweiz     | Nach Urteil des CAS |
| 3    | Daniela Maier     | Deutschland | Nach Urteil des CAS |